# Tre giorni di Natale
Tre giorni di Natale (Días de Navidad) è una miniserie televisiva spagnola composta da 3 episodi, ideata e diretta da Pau Freixas, prodotta da Filmax in collaborazione con Netflix. La serie è stata interamente pubblicata in prima visione assoluta in streaming sulla piattaforma Netflix il 6 dicembre 2019.

## Trama
Quattro sorelle celebrano il Natale nella loro casa di famiglia in tre momenti diversi, che a loro volta rappresentano tre fasi chiave della loro vita: adolescenza, età adulta e vecchiaia. Attraverso il passare del tempo e le diverse prospettive si possono vedere dinamiche familiari, segreti e confronti personali.

## Personaggi e interpreti
Episodio 1
- María (adulta), interpretata da Victoria Abril.
- Isabel, interpretata da Alicia Borrachero.
- María, interpretata da Mar Ayala.
- Esther, interpretata da Berta Castañé.
- Adela, interpretata da Mariona Pagés.
- Valentina, interpretata da Carla Tous.
- Jefe Manuel, interpretato da Antonio Dechent.
- Mateo, interpretato da Francesc Garrido.
- Juan, interpretato da David Solans.
- Ramón, interpretato da Andreu Benito.
- María Ángela, interpretata da Carme Sansa.
- Rafael, interpretato da Julio Manrique.
- Collete, interpretata da Sarah Perriez.
- Diego, interpretato da Gonzalo Cunill.

Episodio 2
- María (adulta), interpretata da Victoria Abril.
- Valentina, interpretata da Nerea Barros.
- Esther, interpretata da Elena Anaya.
- Adela, interpretata da Anna Moliner.
- María, interpretata da Verónica Echegui.
- Isabel, interpretata da Alicia Borrachero.
- Mateo, interpretato da Francesc Garrido.
- Juan, interpretato da Miquel Fernández.
- Antonio, interpretato da Iván Morales.
- Sophie, interpretata da Nausicaa Bonnín.
- Valentina (da bambina), interpretata da Carla Tous.
- Diego, interpretato da Gonzalo Cunill.
- Lorena, interpretata da Mar Ferrer.
- Antonio, interpretato da Joel Bramona.
- Manuel, interpretato da Mario Molero.
- Mateo, interpretato da Álvaro García.

Episodio 3
- Valentina, interpretata da Ángela Molina.
- Esther, interpretata da Charo López.
- María, interpretata da Victoria Abril.
- Adela, interpretata da Verónica Forqué.
- Antonio, interpretato da Manel Barceló.
- Mateo, interpretato da Carles Arquimbau.
- Manuel, interpretato da Isaac Alcayde.
- Antonio, interpretato da Félix Pons.
- Sophie, interpretata da Susi Sánchez.
- Medico, interpretato da Ettore Colombo.

## Episodi
| Nº | Titolo     | Pubblicazione Spagna | Pubblicazione Italia |
| -- | ---------- | -------------------- | -------------------- |
| 1  | Episodio 1 | 6 dicembre 2019      | 6 dicembre 2019      |
| 2  | Episodio 2 | 6 dicembre 2019      | 6 dicembre 2019      |
| 3  | Episodio 3 | 6 dicembre 2019      | 6 dicembre 2019      |

### Episodio 1
- Diretto da: Pau Freixas
- Scritto da: Pau Freixas, Marta Armengol & Clara Esparrach

#### Trama
È il Natale del 1949, nel contesto post seconda guerra mondiale. Una famiglia vive in una casa isolata, in una valle tra montagne e una foresta. 
Mentre gli adulti sono impegnati nei vari preparativi per il Natale, la figlia più piccola, Maria, va a pattinare sul ghiaccio senza il permesso dei suoi genitori. Le sorelle, Esther e Adela, per evitare che Maria venga scoperta e sgridata dai genitori, decidono di andare al lago e portarla a casa. Qui incontrano un uomo e una ragazza intenti a scappare dalla polizia; l'uomo fa giurare alle sorelle di nascondere sua figlia e dice loro che andrà a riprenderla la sera stessa al lago. Le ragazze la portano a casa, la nascondono in una stalla e chiedono ad un loro amico medico, Juan, di curarla. Il padre di Valentina, prima di lasciarla andare, le aveva dato una collana che Esther le prende dal collo per conservarla. Il padre di Esther, Mateo, vedendo la collana e credendo che lei l'abbia presa di nascosto dal portagioie della madre, Isabel, e la dà a quest'ultima. 
Rientrano tutti in casa e nel frattempo arrivano anche altri familiari invitati al pranzo di Natale, tra cui lo zio Rafael e la sua ragazza francese, Colette. Valentina, spaventata, morde il medico e così Juan la porta in casa. Compresa la situazione, inizia un dibattito sul nascondere o meno la ragazza. 
Durante il pranzo parlano del fatto che in paese, il commissario della polizia, ha trovato e ucciso l'uomo a cui dava la caccia e che si dice fosse con una ragazzina che però non è stata ancora trovata. Poco dopo bussano alla porta e, a sorpresa, è proprio il commissario. Quest'ultimo crede che Valentina sia nascosta dalla famiglia in quanto ha trovato addosso all'uomo che ha ucciso una sciarpa che appartiene a Maria. Inizia a dare di matto, a perquisire la casa e arriva addirittura a sparare al tavolo, convinto che la ragazza si nasconda lì sotto. Con un escamotage, le tre sorelle e Valentina riescono a scappare e arrivano fino al lago, dove il commissario le segue mentre impugna una pistola. Ad un certo punto, il ghiaccio comincia a rompersi e il commissario cade in acqua. Le ragazze, e la famiglia che ormai li aveva raggiunti, restano a guardare la scena. Nessuno lo aiuta e il commissario muore.
La sera, Valentina va al lago ad aspettare suo padre ma lui non si fa vivo, e non lo farà neanche nei mesi successivi. Valentina si convince che ormai sia morto.

### Episodio 2
- Diretto da: Pau Freixas
- Scritto da: Pau Freixas, Marta Armengol & Clara Esparrach

#### Trama
Sono trascorsi circa vent'anni dall'ultimo Natale e ormai le sorelle e Valentina, che si è ben integrata in famiglia, sono diventate adulte. Esther è ormai vedova e ha una figlia, Adele ha sposato Antonio, il figlio del commissario, da cui ha avuto tre figli ed è in attesa del quarto; Maria vive a Parigi ed è fidanzata da anni con un certo Pierre che nessuno della famiglia ha mai conosciuto, e Valentina vive nella casa di Isabel e Mateo, di cui si prende cura, ed è sposata con Juan.
Si ritrovano tutti insieme per festeggiare il Natale, come ogni anno. Isabel ha un cancro e sta ormai morendo, così riunisce le sue quattro figlie e dice loro di doverle dire una cosa molto importante: quando era giovane e le sue bambine erano piccole, ha avuto una storia con un altro uomo, con cui aveva deciso di scappare ma all'ultimo, per amore verso le figlie, ha deciso di restare. Ora che sta morendo, la donna, vorrebbe rivederlo per l'ultima volta. Isabel sviene e viene portata di sopra. Nel frattempo le sorelle, confuse, decidono il da farsi. Maria vuole esaudire il desiderio della madre, ma Esther e Adel non vogliono per proteggere il padre. Nasce così una discussione, a cui si unisce anche Valentina, che approfitta per rivelare alle sorelle che lei e Juan, dopo tanti anni a prendersi cura di Isabel, dopo la sua morte, vogliono costruirsi una famiglia altrove e che quindi bisogna decidere chi dovrà occuparsi del padre.
Adel, intanto, scappa nella stalla con la lettera contente l'indirizzo dell'amante della madre per nasconderla a Maria; quest'ultima allora la ricatta dicendole che se non le darà la lettera, dirà ad Antonio quello che hanno fatto a suo padre.
Nel frattempo arriva una macchina, è Sophie, che Maria presenta come la cugina del suo fidanzato Pierre. In realtà si tratta della sua ragazza, che si è presentata ubriaca perché Maria non ha il coraggio di dire la verità alla sua famiglia.
Esther parla con il padre, Mateo, di rimpianti e così va da Juan, con cui ha avuto una storia mentre entrambi erano sposati, e gli chiede di tornare insieme. Lui rifiuta, e lei gli svela che Lorena è sua figlia. Valentina ascolta tutto.
Isabel peggiora sempre di più, Valentina dunque dice a Mateo che deve salutarla prima che lei se ne vada. Mateo risponde che non può perché deve fare una cosa, e Valentina capisce che lui sapeva del tradimento della moglie e che l'aveva perdonata. Mateo vuole andare a cercare quest'uomo e dice a Valentina che "avrebbero dovuto dirglielo". Valentina inizialmente non capisce a cosa si riferisce, così va da Isabel, e poi comprende. L'amante di Isabel è suo padre e non è morto.
Nel frattempo Sophie e Maria vanno in bagno a parlare, dopo poco bussa alla porta Antonio che tenta di baciare Sophie. Interviene così Maria che lo scaccia e a questo punto Antonio capisce che le due stanno insieme. Infuriato, Antonio le insulta e porta via i bambini e la moglie dalla casa.
Arriva la macchina con Mateo e il padre di Valentina, che scopre che in realtà suo padre era stato in prigione per tanti anni e che quando è uscito, credendola felice, non l'ha più cercata. Valentina, delusa, scappa e non tornerà più per molti anni.
Isabel muore senza poter vedere il suo amante.

### Episodio 3
- Diretto da: Pau Freixas
- Scritto da: Pau Freixas, Marta Armengol & Clara Esparrach

#### Trama
Sono trascorsi circa altri trent'anni ed è di nuovo il giorno di Natale.
Valentina, che non vede la sua famiglia da quell'ultimo Natale in cui avevano litigato, viene chiamata dall'ospedale in quanto Esther ha tentato il suicidio. Quest'ultima infatti è molto infelice, ha litigato con Juan, con la figlia Lorena che non vede da quattro anni e non ha mai conosciuto sua nipote. Chiede così a Valentina di accompagnarla a casa per non far sapere nulla alle sorelle né alla figlia del tentato suicidio. Valentina, per non lasciarla sola, l'accompagna alla casa dei genitori, dove tutti sono riuniti perché Maria deve fare un annuncio.
Maria, con Sophie, è la prima ad arrivare a casa, la trova sottosopra e chiede al padre cosa sia successo, ma ormai lui non parla da trent'anni. Si scopre che è stato Antonio in uno dei suoi attacchi di rabbia. È anche lui ormai anziano e soffre di demenza senile, così Adel, stufa, decide di abbandonarlo alla fermata dell'autobus. Prima di andarsene si lascia sfuggire che lei e le sue sorelle hanno lasciato morire il padre ed è per il senso di colpa se ha spostato e sopportato Antonio per tutti questi anni.
Arrivano per il pranzo anche i figli e i nipoti di Adel, che cerca a tutti i costi di nascondere ciò che ha fatto per preservare il Natale. 
Ora che ci sono tutti, Maria fa il suo annuncio, chiede a Sophie di sposarla, ma lei reagisce male e se ne va. Quando Maria la raggiunge, Sophie le spiega che è arrabbiata perché non le ha detto lei è malata e che le restano dai 6 agli 8 mesi di vita e che non vuole curarsi, dopodiché prende la macchina e va via. Valentina ascolta tutto e l'abbraccia.
Nel frattempo, Antonio ritorna a casa e le sorelle lo nascondo nella stalla; lo legano e gli fanno bere tanto alcol per evitare che racconti ciò che è successo. Nella stalla le sorelle hanno una discussione in cui vengono fuori tutti i segreti; che Esther ha tentato il suicidio, che il padre biologico di Valentina ha trascorso sette Natali con loro (fino alla sua morte) con la speranza che lei tornasse e lo perdonasse, che Mateo non parla più da quando Valentina è andata via. Valentina va da Mateo e lo abbraccia piangendo.
I figli di Adel si rendono conto che il padre non è in camera a dormire come lei aveva detto e corrono a cercarlo. Adel, con un escamotage, li convince che è al lago così tutti vanno lì e lei e le sorelle hanno il tempo di portarlo in casa davanti al camino. Qui si rendono conto che non sentono il suo battuto cardiaco e lo credono morto, ma ancora una volta, per non rovinare la festa, fanno finta che stia dormendo. Si mettono così a tavola. 
All'improvviso Antonio si sveglia e inizia a raccontare ciò che la moglie gli ha fatto, così ognuno cerca di prendersi la colpa finché Adel non confessa tutta la verità: non ha mai amato Antonio, l'ha sposato a causa dei sensi di colpa per aver lasciato morire il padre, e lui l'ha sempre picchiata negli anni, dunque vuole il divorzio. La famiglia torna felice a festeggiare il Natale, finché alla porta bussa qualcuno. È Lorena con sua figlia, che abbraccia la madre e la perdona.

## Produzione

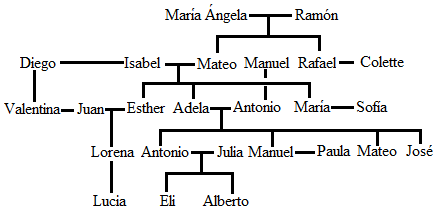
Albero genealogico con tutte le generazioni alla fine del terzo episodio.

Netflix il 6 febbraio 2019 ha annunciato cinque nuove produzioni originali spagnole, inclusa Tre giorni di Natale (Días de Navidad) come miniserie femminile. La miniserie è stata sviluppata da Paul Freixas, scritta insieme a Clara Esparrach e diretta dallo stesso Freixas. Dopo che il trailer è stato rilasciato l'8 novembre 2019, la miniserie in tre episodi è stata rilasciata il 6 dicembre.